# Alexander Schwan

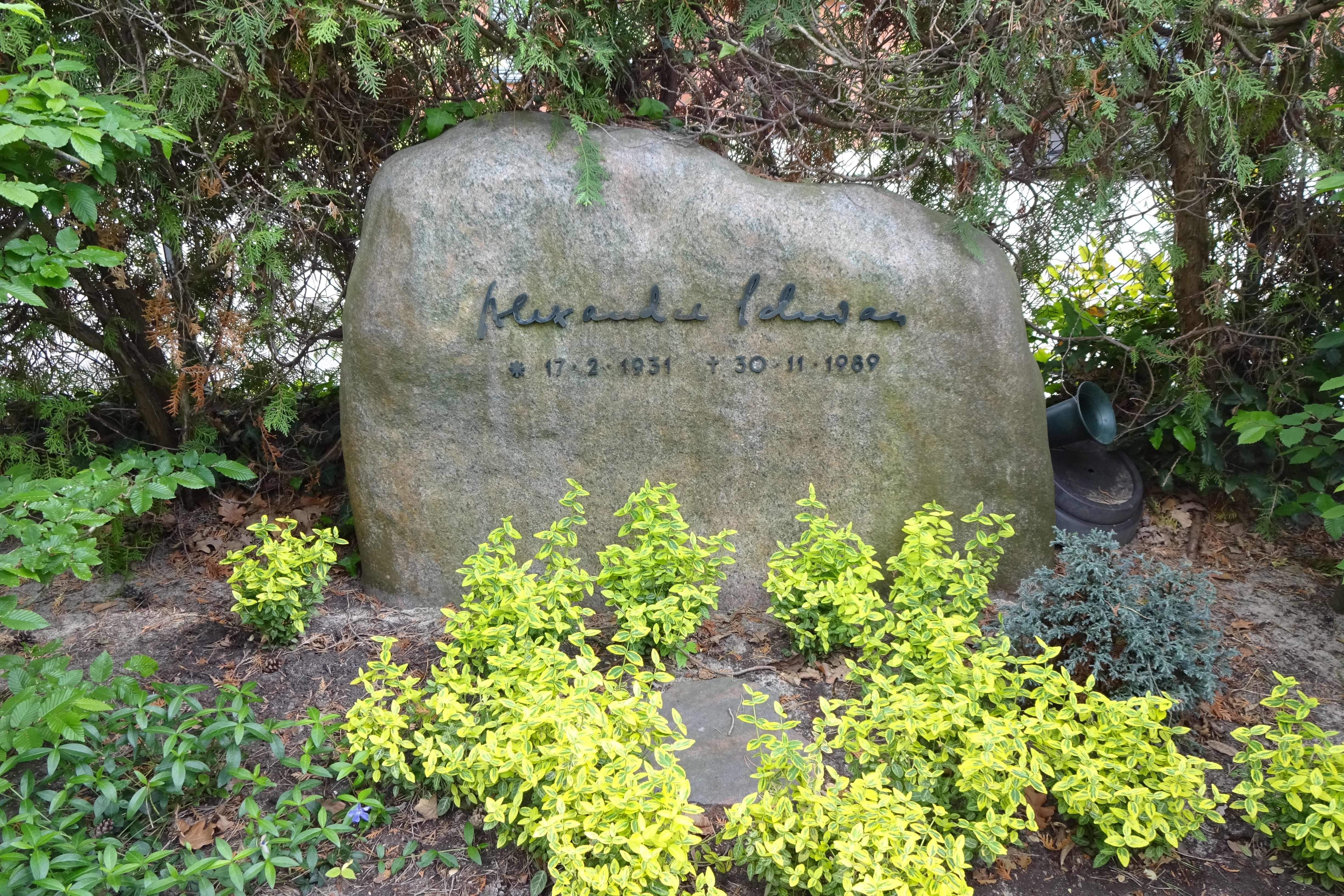
Grabstein für Alexander Schwan auf dem Friedhof Nikolassee in Berlin-Nikolassee

Alexander Schwan (* 17. Februar 1931 in Berlin; † 30. November 1989 ebenda) war ein deutscher Politikwissenschaftler.

## Leben
Der katholische Sohn eines Verlagsbuchhändlers besuchte Schulen in Berlin, Borken, Geisa und Düsseldorf, sein Abitur legte er am humanistischen Gymnasium Steglitz ab. Anschließend studierte er an den Universitäten Bonn, Köln, Freiburg im Üechtland (Schweiz), Basel und Freiburg/Br. Philosophie, Geschichte, Politische Wissenschaften und katholische Theologie. Sein Studium finanzierte er zeitweilig durch eine Buchhändlertätigkeit. 1959 wurde er in Freiburg im Breisgau bei Arnold Bergstraesser mit einer Arbeit über „Politische Philosophie im Denken Heideggers“ zum Dr. phil. promoviert. 1965 folgte ebenfalls in Freiburg die Habilitation über „Politische Ethik in der Geschichtstheologie Gogartens und Bultmanns“. In den 1960er Jahren prägte er die normativ-ontologische Ausrichtung der Freiburger Schule der Politikwissenschaft mit. Nach kurzer Zeit als Privatdozent und Lehrstuhlvertreter wurde Schwan 1966 als ordentlicher Professor für Geschichte der politischen Theorien an die Freie Universität Berlin berufen. Vorgänger auf diesem Lehrstuhl war Otto Heinrich von der Gablentz.
Von 1967 bis 1968 war er in Berlin Geschäftsführender Direktor des Otto-Suhr-Instituts (OSI) und setzte sich für eine grundlegende, von ihm mitkonzipierte Satzungsreform am OSI ein. Erstmals wurde mit dieser neuen Satzung den Studenten und Assistenten in den Entscheidungsgremien je ein Drittel aller Stimmen eingeräumt (Drittelparität). Schwan engagierte sich stark in der Bildungspolitik, was unter anderem in der Mitarbeit bei der Formulierung von Hochschulgesetzen sowie in der Beteiligung an Tagungen der Bundes- und Landeszentralen beziehungsweise Akademien für politische Bildung, der kirchlichen und parteipolitischen Akademien oder des Kölner Ostkollegs zum Ausdruck kam.
Die Erfahrungen mit den zum Teil gewalttätigen Versuchen der rebellierenden Studenten, ihr Mitbestimmungsrecht weiter auszuweiten, ließen ihn dann jedoch immer mehr zu einem Sprecher der nichtmarxistischen Dozenten werden, denn „Schwan sah in zunehmendem Maße die Gefahr einer marxistischen Ideologisierung der Wissenschaft und einer linksdogmatischen Übermächtigung der Universität“. Ein Flugblatt linker Studenten bezeichnete ihn wegen seiner Pläne zur Stärkung staatlicher und professoraler Autorität als „professionellen Konterrevolutionär“. Im Juni 1971 entging Schwan, der leicht zu provozieren war, mit knapper Not dem Versuch radikaler Studenten, ihn zum Fenster hinauszuwerfen („Dahlemer Fenstersturz“). Er hatte sich geweigert, mit Studenten, die sein Seminar gesprengt hatten, zu diskutieren. Angesichts der Polarisierung und Politisierung an den Hochschulen äußerte sich Schwan in der Folge eher kritisch über Hochschulreform-Experimente und sah sich – als Vertreter der „bürgerlichen Wissenschaft“ angegriffen – zeitweilig gezwungen, Seminare in seiner Wohnung durchzuführen. Rufe an andere Universitäten lehnte er trotzdem ab.
Ein wichtiges Anliegen Schwans war, aus dem Zweiten Vatikanischen Konzil und der damit verbundenen Öffnung zur Ökumene demokratierelevante Schlüsse zu ziehen. Schwan engagierte sich im linkskatholischen Bensberger Kreis, bis dieser seine friedens- und versöhnungsorientierten Zielsetzungen zugunsten sozialismusnaher aufgab, in der Paulus-Gesellschaft und im Zentralkomitee der deutschen Katholiken.
Ab 1967 war Schwan Mitglied der SPD. Dort war er zeitweise Berater der Grundwerte-Kommission und arbeitete in diesem Gremium eng mit Hans-Jochen Vogel zusammen. Innerhalb der Partei positionierte er sich gegen Versuche, die Partei nach links zu orientieren und im Godesberger Programm aufgegebene marxistische Traditionsbestände zu reaktivieren.
Er wurde ein führender Vertreter der Notgemeinschaft für eine freie Universität und war von 1978 bis 1982 Mitglied des erweiterten Vorstands des Bundes Freiheit der Wissenschaft. Im Juni 1977 fasste der Landesparteitag der Berliner SPD einen Beschluss, in dem SPD-Mitgliedern in der Notgemeinschaft parteischädigendes Verhalten vorgeworfen wurde. Als Reaktion darauf trat er im Oktober 1978 beim Landesparteitag der Berliner CDU auf, wo er dem damaligen SPD-Senator für Wissenschaft und Forschung Peter Glotz vorwarf, er dulde und fördere an den Hochschulen „Stätten kommunistischer Agitation und linkssozialistischer Aktionsbündnisse“. Wegen der zunehmenden hochschul- und bildungspolitischen Differenzen trat er am Tag nach der Verabschiedung des Berliner Hochschulgesetzes im November 1978 aus der Partei aus und kam damit einem drohenden Parteiausschlussverfahren zuvor. Gleichzeitig mit seinem Austritt gründete Schwan die „Wählerinitiative Bildung und Wissenschaft für Richard von Weizsäcker“. 1979 wurde er Mitglied der CDU.
Im Mittelpunkt seiner wissenschaftlichen Arbeiten stand die Beschäftigung mit politischer Theorie und Philosophie, insbesondere mit Demokratie- und Pluralismustheorie, aber auch mit dem Marxismus. Dabei befasste er sich insbesondere mit der ethischen und ideellen Position der Politik. Die „Forderung nach ideeller Verankerung der freiheitlichen Demokratie gemäß den Grundwerten westlicher politischer Kultur“ (Karl Dietrich Bracher in einem Nachruf) bildete eine wesentliche Zielsetzung seiner späteren Schriften. Das Werk Schwans durchzieht „die Frage, welche maßgeblichen normativen Grundlagen für die pluralistische Demokratie bestimmend sind, wie sie begründbar sind und wie sie nicht zuletzt dank ständiger Reflexion auf die Begründung dieser Zusammenhänge – verlebendigt werden können“.
Nach der Scheidung von seiner ersten Frau war er ab 1969 mit Gesine Schwan (geborene Schneider) verheiratet. Die beiden adoptierten zwei Kinder.
Alexander Schwan verstarb am 30. November 1989 im Alter von 58 Jahren nach einem Krebsleiden.

## Ämter und Mitgliedschaften
Ab 1964 war Schwan Vorstandsmitglied des Arnold-Bergstraesser-Instituts für kulturwissenschaftliche Forschung (Freiburg/Br.), dort fungierte er ab 1969 als Zweiter Vorsitzender. Schwan war im Bund Freiheit der Wissenschaft Vorstandsmitglied. Von 1970 bis 1978 war er Mitglied des Akademischen Senats der FU Berlin. Von 1975 bis 1981 gehörte er dem Senat der Deutschen Forschungsgemeinschaft an. Von 1980 bis 1981 war Schwan Research Fellow am Woodrow Wilson International Center for Scholars in Washington, D.C. 1984 wirkte er als Visiting Fellow am Robinson College in Cambridge.

## Veröffentlichungen (Auswahl)
- Politische Philosophie im Denken Heideggers (Dissertation, 1959).
- Politische Ethik in der Geschichtstheologie Gogartens und Bultmanns (Habilitation, 1965).
- Katholische Kirche und pluralistische Politik. Politische Implikationen des II. Vatikanischen Konzils, Mohr, Tübingen 1966.
- mit Kurt Sontheimer: Reform als Alternative. Hochschullehrer antworten auf die Herausforderung der Studenten. Westdeutscher Verlag, Köln und Opladen 1969.
- mit Gesine Schwan: Sozialdemokratie und Marxismus. Zum Spannungsverhältnis von Godesberger Programm und marxistischer Theorie, Hoffmann und Campe, Hamburg 1974, ISBN 3-455-09114-8.
- Geschichtstheologische Konstitution und Destruktion der Politik. Friedrich Gogarten und Rudolf Bultmann, de Gruyter, Berlin [u. a.] 1976, ISBN 3-11-006783-8.
- Wahrheit, Pluralität, Freiheit. Studien zur philosophischen und theologischen Grundlegung freiheitlicher Politik, Hoffmann u. Campe, Hamburg 1976, ISBN 3-455-09197-0.
- Grundwerte der Demokratie. Orientierungsversuche im Pluralismus, Piper, München 1978, ISBN 3-492-00485-7.
- Theorie als Dienstmagd der Praxis. Systemwille und Parteilichkeit – von Marx zu Lenin, Seewald, Stuttgart 1983, ISBN 3-512-00675-2.
- mit Klaus W. Hempfer (Hrsg.): Grundlagen der politischen Kultur des Westens. Ringvorlesung an der Freien Universität, de Gruyter, Berlin [West u. a.] 1987, ISBN 3-11-010786-4.
- Ethos der Demokratie. Normative Grundlagen des freiheitlichen Pluralismus. Schöningh-Verlag. Paderborn, München, Wien, Zürich 1992, ISBN 3-506-73366-4.